# Дарь-Овоо
Дарь-Овоо (монг. Дарь овоо, также известна под названием Алтан-Овоо, монг. Алтан овоо) — потухший вулкан в Монголии высотой 1354 метра над уровнем моря. Одна из 10 священных национальных вершин Монголии.

## Физико-географическая характеристика
Вершина Дарь-Овоо расположена в восточной части Монголии в аймаке Сухэ-Батор, сомон Дарьганга. Дарь-Овоо представляет собой потухший вулкан и расположена на вулканическом плато Дарьганга. Достоверных данных о последних извержения Дарь-Овоо нет, последние извержения на плато Дарьганга происходили в начале четвертичного периода.
Абсолютная высота вершины Дарь-Овоо составляет 1354 метра над уровнем моря, относительная высота составляет 108 метров.
В 2004 году, в соответствии с законом Монголии об ООПТ, Дарь-Овоо получила статус горы государственного поклонения. Всего в Монголии 10 вершин имеют подобный статус. Целью присвоения горам подобных статусов было возрождение традиций древних монгольских государств по использованию и защите природы, обычаев народа и религиозных обрядов. На вершине Дарь-Овоо сложено древнее обо, к которому имеют право подниматься только мужчины. Рядом с ним расположен трёхступенчатый белый субурган с позолоченным шпилем.